# Manolache Costache Epureanu

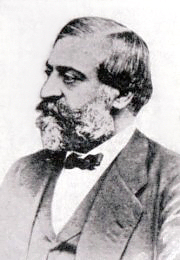

Manolache Costache Epureanu (Bârlad, 1823 – Schlangenbad, 1880), was een Roemeens politicus.
Manolache Epureanu werd geboren in Bârlad, Moldavië. Hij studeerde in Heidelberg (Duitsland), maar keerde in 1848 naar Moldavië terug en nam deel aan de revolutie van dat jaar. Hij maakte deel uit van het Revolutionaire Comité. De revolutie werd echter spoedig onderdrukt en het Russische gezag hersteld.
Na de vereniging van Walachije en Moldavië (1859) onder domnitor (vorst) Alexander Johan Cuza was Epureanu van 9 mei 1859 tot 12 mei 1860 minister-president van Moldavië en van 25 juli 1860 tot 29 april 1861 premier van Walachije.
Manolache Epureanu was in 1866 voorzitter van de raad die tot doel had een buitenlandse prins uit te nodigen om de troon van de Verenigde Donauvorstendommen (voorloper van het huidige Roemenië) te accepteren. Uiteindelijk aanvaardde de Duitse prins Karl van Hohenzollern-Sigmaringen als domnitor Carol I de troon.
Manolache Epureanu was van 1 mei tot 26 december 1870 premier van Roemenië. Daarnaast was Epureanu in het conservatieve kabinet van premier Lascăr Catargiu van oktober 1872 tot maart 1873 minister van Justitie. Van 6 mei tot 5 augustus 1876 was Epureanu voor de Nationaal-Liberale Partij (PNL) premier. Hierna stapte hij echter over naar de Conservatieve Partij (PC).
Manolache Costache Epureanu overleed in 1880 in Schlangenbad in het hertogdom Nassau in Duitsland.

## Publicaties
- Chestia locuitorilor privită din punctul de vedere al Regulamentului organic (1866)
- Despre pretinsa rescumpărare a căilor ferate (1879)